# Te slăvim, Românie
Теб славим, Румънийо (на румънски: „Te slăvim, Românie!“) е химн на Народна република Румъния и Социалистическа република Румъния между 1953 и 1977 години.

## Текст
| Te slăvim, Românie, pământ părintesc Mândre plaiuri sub cerul tău paşnic rodesc E zdrobit al trecutului jug blestemat Nu zadarnic, străbunii eroi au luptat Astăzi noi împlinim visul lor minunat. Puternică, liberă, Pe soartă stăpână Trăiască Republica Populară Română Înfrăţit fi-va veşnic al nostru popor Cu poporul sovietic eliberator. Leninismul ni-e far şi tărie si avânt Noi urmăm cu credinţă Partidul ne-nfrânt, Făurim socialismul pe-al ţării pământ. Puternică, liberă, Pe soartă stăpână Trăiască Republica Populară Română Noi uzine clădim, rodul holdei sporim Vrem în pace cu orice popor să trăim Dar duşmanii de-ar fi să ne calce în prag Îi vom frânge în numele a tot ce ni-e drag Înălţa-vom spre glorie al patriei steag Puternică, liberă, Pe soartă stăpână Trăiască Republica Populară Română | Теб славим, Румънийо, наше отечество Гордите земи под мирното ни небе са дашни Разбито е проклетото иго от миналото Не напразно предците ни се сражавали геройски. Днес изпълнихме прекрасната им мечта. Мощна, свободна, Господарка на съдбата си Да живее Народна република Румъния! Побратимен завинаги ще е нашия народ със съветския освободителен народ. Ленинизмът ни е фар и сила и импулс Следваме с вяра непобедимата ни партия Създаваме социализма върху земята на страната ни Мощна, свободна, Господарка на съдбата си Да живее Народна република Румъния! Нови заводи градим, увеличаваме добива на земята Искаме да живеем в мир с всички народи Но дойдат ли душманите ни да ни тъпчат Ще ги победим в името на всичко, скъпо за нас И ще прославим знамето на отечеството ни Мощна, свободна, Господарка на съдбата си Да живее Народна република Румъния! |